# Associazione Sportiva Manfredonia 1938-1939
Questa voce raccoglie le informazioni riguardanti l'Associazione Sportiva Manfredonia nelle competizioni ufficiali della stagione 1938-1939.
| N. |                   | Ruolo | Calciatore          |
| -- | ----------------- | ----- | ------------------- |
|    | Italia (bandiera) |       | Ottavio Bardelli    |
|    | Italia (bandiera) |       | Guerrino Bisogni    |
|    | Italia (bandiera) | P     | Michele Brigida     |
|    | Italia (bandiera) |       | Guglielmo Busoni    |
|    | Italia (bandiera) |       | Giuseppe Cainazzo   |
|    | Italia (bandiera) | C     | Giuseppe Casalino   |
|    | Italia (bandiera) | A     | Salvatore Ciuffrida |
|    | Italia (bandiera) |       | Vittorio Contin     |

| N. |                   | Ruolo | Calciatore            |
| -- | ----------------- | ----- | --------------------- |
|    | Italia (bandiera) | D     | Luigi Foglia          |
|    | Italia (bandiera) | A     | Pompeo La Torre       |
|    | Italia (bandiera) |       | Pasquale Lo Riso      |
|    | Italia (bandiera) | D     | Pasquale Mondelli     |
|    | Italia (bandiera) | C     | Antonio Rinaldi (I)   |
|    | Italia (bandiera) |       | Leonardo Rinaldi (II) |
|    | Italia (bandiera) |       | Claudio Vario         |
|    | Italia (bandiera) | C     | Bruno Ventura         |